# Mogwai
Mogwai er et skotsk post-rock-band, der blev dannet i Glasgow i 1995. Bandet består af Stuart Braithwaite (guitar og vokal), Barry Burns (klaver, guitar og computer), Dominic Aitchison (basguitar) og Martin Bulloch (trommer).

## Diskografi

### Studiealbums
- Young Team (Chemikal Underground, 1997)
- Come On Die Young (Chemikal Underground, 1999)
- Rock Action (Play It Again Sam, 2001)
- Happy Songs for Happy People (Play It Again Sam, 2003)
- Mr. Beast (Play It Again Sam, 2006)
- The Hawk Is Howling (Play It Again Sam, 2008)
- Hardcore Will Never Die, But You Will (Rock Action Records, 2011)
- Rave Tapes (Rock Action Records, 2014)
- Every Country's Sun (Rock Action Records, 2017)
- As the Love Continues (Rock Action Records, 2021)
- The Bad Fire (Rock Action Records, 2025)

### Opsamlinger
- Ten Rapid (Collected Recordings 1996-1997) (Rock Action Records, 1997)

### EP'er
- Travel Is Dangerous (Play It Again Sam, 2006)

### Singler
- "Rano Pano" (Sub Pop, 2011)
- "Mexican Grand Prix" (Rock Action Records, 2011)